# Vadkovice (Chbany)
Vadkovice (německy Wadkowitz) jsou vesnice, část obce Chbany v okrese Chomutov. Nachází se asi čtyři kilometry západně od Chban. Vadkovice jsou také název katastrálního území o rozloze 2,72 km².

## Název
Název vesnice je odvozen ze jména Vadek ve významu ves lidí Vadkových. V historických pramenech se jméno vesnice vyskytuje ve tvarech: in villa Wadkowiczich (1384), Watkowitz nebo Odporovice (1598), Vokovice (1654), Wakowitz (1787 a 1846).

## Historie

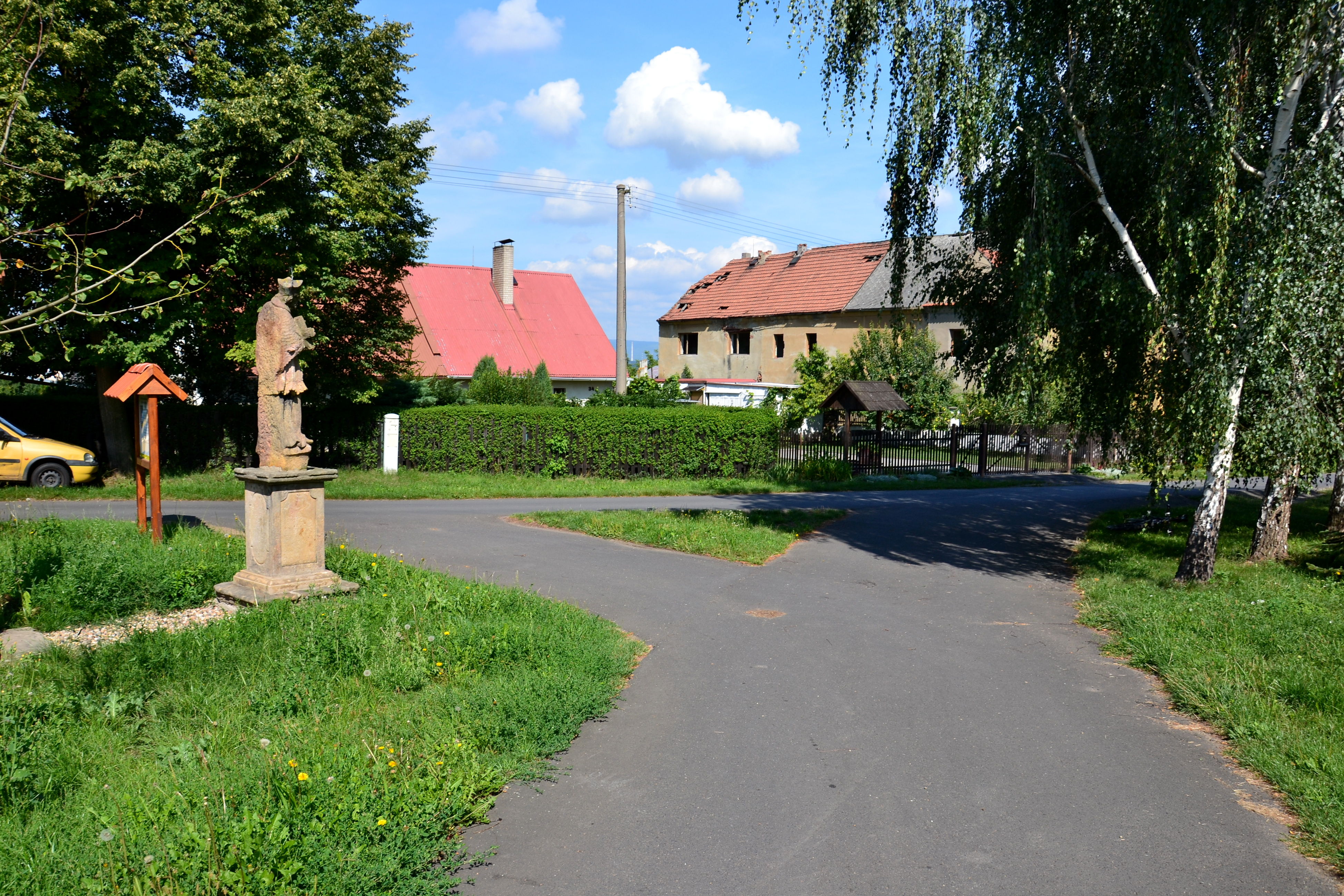
Socha svatého Jana Nepomuckého na návsi

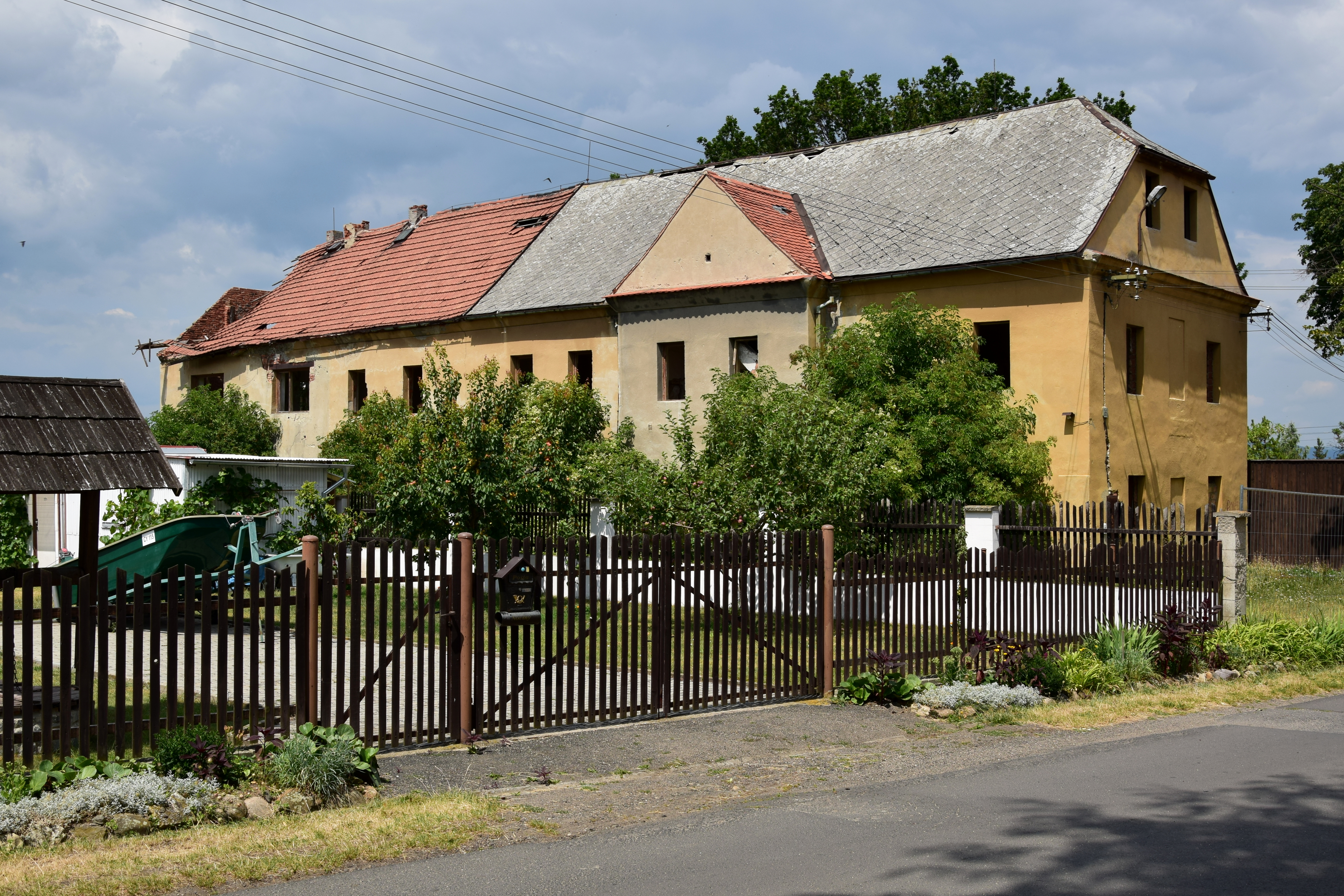
Opuštěné domy u návsi

Vesnice je poprvé zmíněna v přídomku rytíře Petra z Watzowitz, který je uveden jako svědek na darovací listině z roku 1295, kterou chomutovská komenda získala ves Otvice. V dalších historických pramenech jsou Vadkovice uvedeny jen v podobě stručných zmínek, které dokládají pouhou existenci vesnice. Je možné, že se k nim vztahuje zmínka o vsi Radkovice, která patřila městu Kadaň, uvedená v privilegiu vydaném roku 1367 císařem Karlem IV.
Podle berní ruly z roku 1654 patřila vesnice v době po třicetileté válce jako šosovní dvůr městu Kadani, které ji spravovalo prostřednictvím svého milžanského statku. Tehdy v ní žili čtyři sedláci a dva chalupníci, z nichž jeden provozoval hospodu. Sedláci měli patnáct potahů a chovali dohromady pět krav, dvanáct jalovic, 43 ovcí, 26 prasat a čtyři kozy. Chudší chalupníci měli jen dvě krávy, jednu jalovici, pět prasat a dvě kozy. Kromě chovu dobytka pěstovali především pšenici.
K Milžanům Vadkovice náležely až do roku 1675, kdy z nich byl vytvořen samostatný statek, ale v roce 1727 se k Milžanům opět vrátily. Podle tereziánského katastru patřila vesnice kadaňskému Bratrstvu svatého Růžence. Z řemeslníků tehdy ve vsi provozovali živnost tesař, krejčí a mlynář. Za císaře Josefa II. bylo Bratrstvo zrušeno a vesnici v roce 1786 koupil hrabě František Xaver z Auersperku, ale brzy ji znovu prodal kadaňskému měšťanovi Antonínu Rothovi. V držení vesnice se poté až do zrušení poddanství vystřídala řada dalších měšťanů. Cena hospodářského dvora dosáhla v dražbě roku 1860 nebo 1861 50 tisíc zlatých. Koupil jej pan Stöckl z Prahy, ale od konce šedesátých let devatenáctého století se majitelé dvora znovu často střídali.
Na začátku dvacátého století ve vsi fungovala kromě velkostatku také cihelna. Po druhé světové válce byli vysídleni Němci, což vedlo k poklesu počtu obyvatel vesnice na jednu třetinu předválečného stavu.
Dochovanou podobu Vadkovic výrazně ovlivnila výstavba vodní nádrže Nechranice. V polovině osmdesátých let bylo rozhodnuto změnit Vadkovice na rekreační oblast. Značná část původní zástavby včetně velkého zemědělského dvora s letohrádkem byla zbořena a místo nich vznikla rozsáhlá kolonie rekreačních chat.

## Obyvatelstvo
Při sčítání lidu v roce 1921 zde žilo 109 obyvatel (z toho 45 mužů), z nichž bylo patnáct Čechoslováků a 94 Němců. Kromě pěti židů byli členy římskokatolické církve. Podle sčítání lidu z roku 1930 měla vesnice 134 obyvatel: 26 Čechoslováků, 105 Němců a tři cizince. S výjimkou tří lidí bez vyznání a sedmi židů se hlásili k římskokatolické církvi.
|                                                                                 | 1869 | 1880 | 1890 | 1900 | 1910 | 1921 | 1930 | 1950 | 1961 | 1970 | 1980 | 1991 | 2001 | 2011 | 2021 |
| ------------------------------------------------------------------------------- | ---- | ---- | ---- | ---- | ---- | ---- | ---- | ---- | ---- | ---- | ---- | ---- | ---- | ---- | ---- |
| Obyvatelé                                                                       | 115  | 104  | 98   | 120  | 114  | 109  | 134  | 44   | 46   | 54   | 51   | 35   | 14   | 50   | 79   |
| Domy                                                                            | 18   | 21   | 17   | 23   | 20   | 20   | 23   | 21   | —    | 12   | 11   | 10   | 6    | 16   | 24   |
| Počet domů z roku 1961 je zahrnut v celkovém počtu domů místní části Vikletice. |      |      |      |      |      |      |      |      |      |      |      |      |      |      |      |

## Obecní správa
V roce 1850 se Vadkovice staly samostatnou obcí, ale při sčítání lidu v roce 1869 už byly osadou obce Soběsuky. Až do roku 1960 patřily do okresu Žatec, ale při reformě územní správy byly od roku 1961 začleněny jako část obce Chbany do okresu Chomutov.

## Pamětihodnosti
Na návsi se na místě bývalého rybníka nachází protipožární nádrž. U jejího okraje stojí socha svatého Jana Nepomuckého.